# 映画評論 (雑誌)
『映画評論』（えいがひょうろん）は、かつて存在した日本の雑誌である。1925年（大正14年）から1975年（昭和50年）まで、50年間刊行された映画評論雑誌である。

## 略歴
- 1925年 : 同人誌として、仙台に創刊。
- 1926年 - 1946年 : 第1期、本格創刊にあたり編集部を東京に移動。
- 1947年 - 1949年 : 第2期
- 1950年 - 1975年 : 第3期、黄金時代。

## 同人誌時代
1925年
『映画評論』は、1925年（大正14年）、宮城県仙台市の旧制第二高等学校（現在の東北大学の前身校の1つ）出身の映画ファンの青年たち、佐々木能理や太田国夫らが、映画の評論を行う同人誌として刊行され、4冊発行された。

## 第1期
1926年 - 1946年
翌1926年（大正15年）4月に、画家の寺崎廣業の息子である寺崎廣載をスポンサーとして、東京府（現在の東京都）に編集部を移し、商業雑誌として復刊した。創刊当時から、映画監督を映画作品の作者とみなし、作家としての研究を特集したことを特色とした。1927年（昭和2年）12月27日、編集部員が会議を行い、同年の外国映画ベストテン、日本映画ベストファイブを決定、翌1928年（昭和3年）2月号誌上で下記の通り発表した。
1927年外国映画ベストテン
『チャング』（Chang, メリアン・C・クーパー）、『第七天国』（フランク・ボーゼイジ）、『面影』（Das Bildnis, ジャック・フェデー）、『ビッグパレード』（The Big Parade, キング・ヴィダー）、『蹴球王』（The Quarterback, フレッド・ニューメイヤー）、『真紅の文字』（The Scarlet Letter, ヴィクトル・シェストレム）、『女心を誰か知る』（You Never Know Women, ウィリアム・A・ウェルマン）、『帝国ホテル』（Hotel Imperial, マウリッツ・スティルレル）、『ヴァリエテ』（Varieté, E・A・デュポン）、『椿姫』（Camille, フレッド・ニブロ）
1927年日本映画ベストファイブ
『忠次旅日記 信州血笑篇』（伊藤大輔）、『恥かしい夢』（五所平之助）、『忠次旅日記 甲州殺陣篇』（伊藤大輔）、『淋しい乱暴者』（五所平之助）、『からくり娘』（五所平之助）
1941年（昭和16年）1月に、国策による映画雑誌の統廃合が行われたが、『映画評論』は刊行を続けた。1943年（昭和18年）、前年に大陸に渡り上海の中華電影公司にいた清水晶が帰国、編集長に就任する。
1944年（昭和19年）に、映画ファン雑誌を経営していた高田俊郎（高田文夫の親戚）の経営するところとなる。この頃の執筆者・編集同人は、南部圭之助、大黒東洋士、森岩雄、津村秀夫らであった。同年、清水晶は松竹大船撮影所に入社している。
戦後になると、アメリカ映画の評論家として、筈見恒夫、双葉十三郎、飯島正、岩崎昶らが執筆人に加わったが、1946年（昭和21年）1・2月合併号で発行が一時停止された。

### おもな特集
1926年の本格創刊以来、作家としての映画監督の特集を組んだ。
- フリッツ・ラング、1926年5月号
- マルセル・レルビエ、1926年6月号
- ヴィクトル・シェーストレーム、1926年7月号
- ジェームズ・クルーズ、1926年9月号
- エリッヒ・フォン・シュトロハイム、1926年10月号
- キング・ヴィダー、1926年11月号
- チャールズ・チャップリン、1927年1月号
- 村田実、1927年3月号
- ジャック・フェデー、1927年4月号
- エルンスト・ルビッチュ、1927年5月号
- F・W・ムルナウ、1927年6月号
- 牛原虚彦、1927年12月号

## 第2期
1947年 - 1949年
1947年（昭和22年）2月号から『映画評論』はリニューアルして復刊した。編集同人は飯島正、大塚恭一、沢村勉、清水晶らとなったが、戦前・戦中からの評論家が主に執筆を行っていた。1949年（昭和24年）、清水晶が再度編集長に就任する。

## 第3期
1950年 - 1975年

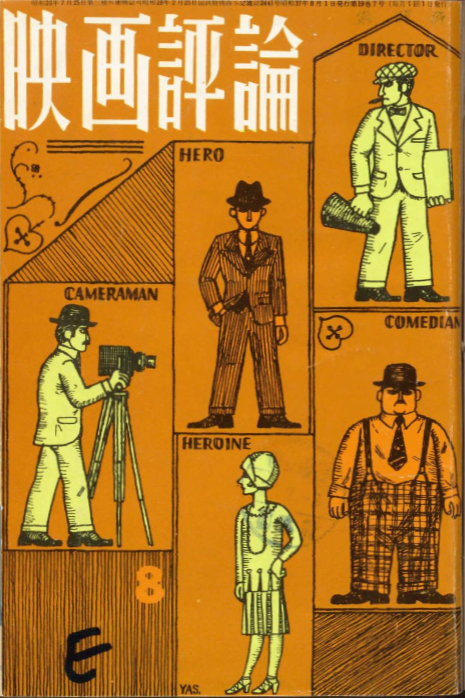
品田雄吉が編集長を務めていた時代の1962年8月号の表紙。

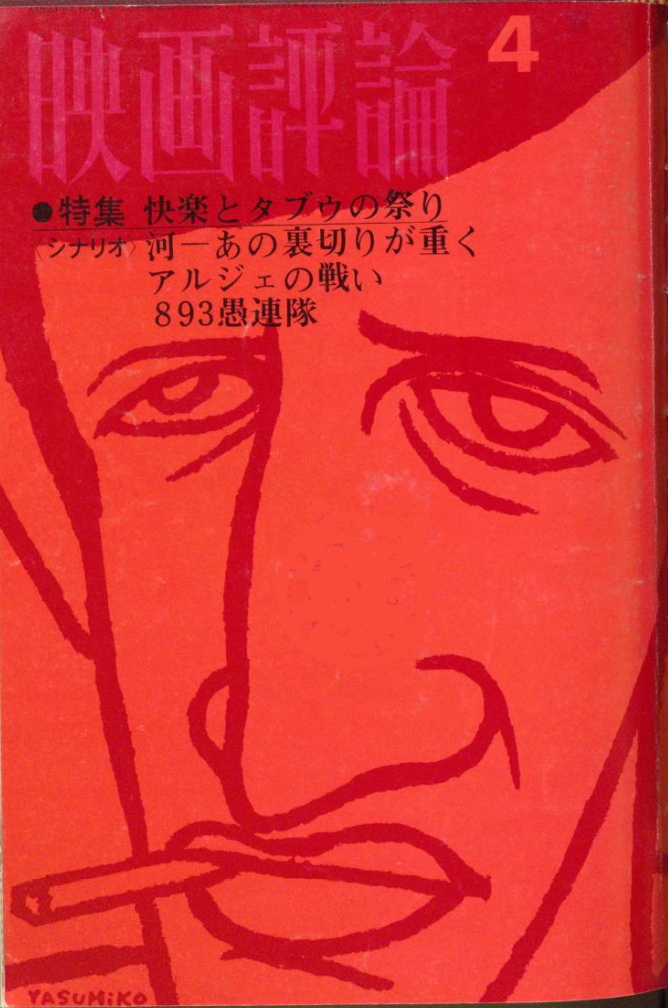
佐藤重臣が編集長を務めていた時代の1967年4月号の表紙。

1950年（昭和25年）からリニューアルした「第3期」は、『映画評論』誌の黄金時代であった。広く新人評論家をつのり、また編集長は佐藤忠男、品田雄吉、佐藤重臣、編集者には虫明亜呂無や長部日出雄等と、それぞれ評論家としても一家言ある個性的な人物たちがつとめた。
投稿欄からは、佐藤忠男、佐藤重臣のほかに、森卓也、田山力哉、山際永三（のち映画監督）、石上三登志らが育った。また、小林信彦、虫明亜呂無、長部日出雄、大島渚らは佐藤忠男編集長時代に編集部に出入りしているうちに、執筆者となった。
文藝評論家の花田清輝もしばしば寄稿し、1959年（昭和34年）には花田と吉本隆明との論争の舞台となった。
他の映画雑誌がとりあげないB級映画についても、水野晴夫が加藤泰を、田山力哉が鈴木清順を、佐藤重臣が新東宝映画を評価するなどした。
また、増村保造や大島渚など、当時気鋭の若手監督たちの、自身の映画論も掲載した。大島らが、松竹ヌーヴェルヴァーグ運動を起こすと、その機関紙的存在となって、彼らの映画を擁護した。
佐藤重臣編集長時代の1960年代後半以降は、社会全体の反体制的な雰囲気を雑誌も取り込み、若松プロを支持するなどアングラ路線を展開。当時もっとも先鋭的な雑誌のひとつとなった。
1974年（昭和49年）3月にオーナーの高田俊郎が雑誌の権利を室井忠道に売り渡し、新オーナーの指示により1975年（昭和50年）1月号で休刊となった。